# 錫布利縣
錫布利縣（英語：Sibley County）是美國明尼蘇達州的一個縣，東以明尼蘇達河為界。面積1,555平方公里。根據美國2000年人口普查，共有人口15,356人。縣治蓋洛德 (Gaylord)。
成立於1853年3月5日，縣名紀念首任州長亨利·H·錫布利 （Henry Hastings Sibley）。